# 주드 웽
주드 웽(영어: Jude Weng)은 대만 출신의 미국의 텔레비전 및 영화 감독, 각본가, 프로듀서이다. 웽이 연출한 드라마 《파티 다운》의 에피소드 "First Annual PI2A Symposium"은 잡지 《배너티 페어》가 선정한 가장 완벽한 에피소드로 꼽혔으며, 역시 연출한 드라마 《럭키 행크》의 에피소드 "The Clock"은 잡지 《롤링 스톤》이 선정한 2023년 텔레비전 최고의 에피소드 톱 10에 꼽혔다.

## 경력
웽은 멀티 카메라 또는 싱글 카메라로 촬영된 30분 분량의 코미디 또는 한 시간 분량의 드라마를 연출해왔다. 연출작으로는 《블랙키쉬》(ABC), 《굿 플레이스》(NBC), 《아이좀비》(The CW), 《크래싱》(HBO), 《언브레이커블 키미 슈미트》(넷플릭스), 《아파트 이웃들이 수상해》(훌루) 등이 있다. 이외에도 《프레시 오프 더 보트》(ABC), 《크레이지 엑스 걸프렌드》(The CW), 《라이프 인 피시즈》(CBS), 《영 쉘든》(CBS), 《콜 미 캣》(FOX), 《파티 다운》 리부트(스타즈), 《캠핑》(HBO)에서 다수의 에피소드를 연출했다.
최근에 참여한 작품으로는 앤서니 매키가 출연한 포스트 아포칼립스 차량 액션 코미디 《트위스티드 메탈》, SF 드라마 《퀀텀 리프》, 《고스트》, 《프레이저》, 《내가 예뻐진 그 여름》, 《매틀록》 등이 있다.
영화 연출작으로는 넷플릭스 오리지널 《알로하! 오하나를 찾아서》가 있다.
웽은 미국 영화 연구소의 여성 감독 워크숍, 디즈니의 ABC 연출 프로그램, 워너 브라더스의 텔레비전 감독 워크숍, HBO액세스 작가 펠로우십 등의 교육 과정을 수료했다.